# Telosma puberula
Telosma puberula là một loài thực vật có hoa trong họ La bố ma. Loài này được (Miq.) Kerr miêu tả khoa học đầu tiên năm 1951.